# Équipe de Russie de rink hockey
L'équipe de Russie de rink hockey est une ancienne sélection nationale qui représenta la Russie à l'occasion du Championnat d'Europe de rink hockey masculin 1994. Depuis, la Russie n'a plus présenté d'équipe nationale dans aucune compétition internationale de rink hockey.

## Championnat d'Europe 1994
La Russie termine à l'avant-dernière place du Championnat d'Europe de rink hockey masculin 1994, juste devant l'Irlande, qu'elle bat 9-4 lors de l'ultime match de classement. Au cours de cette compétition, la Russie enregistre également la plus importante défaite subie dans une compétition internationale de rink hockey, en étant corrigée 61-0 par l'Espagne.
| Date                 | Adversaire       | Résultat         |
| Phase de groupes     | Phase de groupes | Phase de groupes |
| -------------------- | ---------------- | ---------------- |
|                      | Angleterre       | 1-15             |
|                      | Belgique         | 6-12             |
|                      | Espagne          | 0-61             |
|                      | Pays-Bas         | 1-18             |
|                      | Portugal         | 1-45             |
| Matchs de classement |                  |                  |
|                      | Autriche         | 5-10             |
|                      | Irlande          | 9-4              |